# Инфоголик
«Инфоголик» — украинская полнометражная комедия, вышедшая в широкий прокат в марте 2017 года, повествующая о проблемах современных людей, которые не представляют свою жизнь без гаджетов и интернета, и в связи с этим попадают в комичные, а порой и проблемные ситуации. Фильм снят творческой студией «Мамахохотала» и компанией «Idea Production». Успешно прошёл в украинском прокате, получив позитивные отзывы зрителей и номинацию на «Приз зрительских симпатий» Национальной кинопремии Украины «Золота дзиґа».

## Сюжет
Многие люди XXI века сталкиваются с новой проблемой — психологической зависимостью от новостных сайтов. Вот и главный герой фильма Инфоголик, молодой менеджер Максим, один из таких зависимых. Всё свободное время он проводит, уткнувшись в экран смартфона или ноутбука. Героя заботит только одно: постоянно быть в курсе всех новостей. Поглощенный информационной зависимостью, Максим не замечает, что происходит прямо у него под носом.
Жена героя, Маша, пытается сообщить мужу, что беременна, но он не обращает внимания на её намеки. В пылу ссоры Маша желает, чтобы все новости, о которых читает муж, происходили с ним в реальности. Это желание исполняется, что приводит к череде нелепых и комичных ситуаций.

## Актёры
- Евгений Янович — Максим, молодой и перспективный инвест-менеджер, который строит карьеру, умело используя свежие новости
- Олег Маслюк — Сеня, лучший друг Максима. Изобретатель, который мечтает создать стартап известный на весь мир
- Елена Борозенец — Маша, успешный фотограф, по совместительству — жена Максима
- Павел Зибров  — камео
- Сергей Калантай — олигарх, владелец компании Максима
- Алексей Нагрудный — коллега Максима, который хочет занять руководящую должность в компании
- Анастасия Касилова — лучшая подруга Маши

В фильме также снялись: Георгий Поволоцкий, Алла Мартынюк, Павело Тупиков, Евгений Капорин, Исса Садио Диалло, Дмитрий Соловьёв, Елена Светлицкая, Сергей Солопай, Анатолий Сомик, Людмила Ардель’ян и другие.

## Создатели фильма
Фильм снят по заказу телеканала НЛО TV совместными усилиями творческой студии «Мамахохотала» и компании «Idea Production».

## Отзывы о фильме
С самого начала показа фильм «Инфоголик» занял лидерские позиции в украинском кинопрокате и стал лидером уик-енда.
В целом, кассовые сборы превысили бюджет фильма, что является хорошим показателем и редкостью для украинского кинопроизводства.
Помимо финансового успеха, фильм также получил и номинацию на Национальную награду — приз зрительских симпатий Национальной кинопремии Украины «Золота дзиґа».